# Forest Acres
Forest Acres és una població dels Estats Units a l'estat de Carolina del Sud. Segons el cens del 2000 tenia 10.558 habitants.

## Demografia
Segons el cens del 2000, Forest Acres tenia 10.558 habitants, 4.987 habitatges i 2.842 famílies. La densitat de població era de 888,1 habitants/km².
Dels 4.987 habitatges en un 22,6% hi vivien nens de menys de 18 anys, en un 44% hi vivien parelles casades, en un 10,7% dones solteres, i en un 43% no eren unitats familiars. En el 37,3% dels habitatges hi vivien persones soles el 15,9% de les quals corresponia a persones de 65 anys o més que vivien soles. El nombre mitjà de persones vivint en cada habitatge era de 2,09 i el nombre mitjà de persones que vivien en cada família era de 2,76.
Per edats la població es repartia de la següent manera: un 19,9% tenia menys de 18 anys, un 6,6% entre 18 i 24, un 27,6% entre 25 i 44, un 23,7% de 45 a 60 i un 22,2% 65 anys o més.
L'edat mediana era de 42 anys. Per cada 100 dones de 18 o més anys hi havia 77,1 homes.
La renda mediana per habitatge era de 46.628$ i la renda mediana per família de 62.026$. Els homes tenien una renda mediana de 38.277$ mentre que les dones 31.438$. La renda per capita de la població era de 29.907$. Entorn del 5,2% de les famílies i el 7,4% de la població estaven per davall del llindar de pobresa.

## Poblacions més properes
El següent diagrama mostra les poblacions més properes.